# Fotbal Club Caracal
Le Fotbal Club Caracal est un club roumain de football basé à Caracal.

## Historique
- 1949 : fondation du club sous le nom de Fotbal Club Electroputere Craiova, nom de l'entreprise à l'origine de cette création
- 1992 : 1re participation à une Coupe d'Europe (C3, saison 1992/93)
- 1998 : le club est renommé Fotbal Club Extensiv Craiova
- 2003 : le club est renommé Fotbal Club Craiova (pas de rapport avec le FC Craiova des années 1940)
- 2004 : le club est renommé Fotbal Club Caracal et est transféré de Craiova à Caracal

## Palmarès
- Championnat de Roumanie de D2
  - Champion : 1991 et 1999
  - Vice-champion : 1997 et 1998

- Championnat de Roumanie de D3
  - Champion : 1968, 1985 et 1990
  - Vice-champion : 1980, 1981, 1982, 1983 et 2009

## Historique des logos

1949-1998
1998-2003
depuis 2003

## Quelques anciens joueurs
| - Ionel Dănciulescu - Jerry Gane - Gabriel Popescu - Florin Șoavă - Claudiu Răducanu | - Adrian Ilie - Sabin Ilie - Ștefan Nanu - Claudiu Niculescu - Samir Zamfir |